# Шипов, Александр Павлович (лётчик)
Алекса́ндр Па́влович Ши́пов (26 января [8 февраля] 1916 — 1 июня 1971) — советский лётчик-ас истребительной военно-морской авиации, Герой Советского Союза (5 ноября 1944). Генерал-майор авиации (18 февраля 1958).

## Биография
Родился в Москве в семье рабочего. Русский. В 1935 году окончил Московский техникум точной механики.
С августа 1935 года служил в Военно-Морском Флоте. В ноябре 1937 года окончил Военно-морское авиационное училище имени И. В. Сталина в Ейске и оставлен в ней лётчиком-инструктором. Член ВКП(б) с 1940 года. После начала Великой Отечественной войны был с училищем эвакуирован в Моздок, с августа 1941 года — командир звена, инструктор эскадрильи переучивания, с февраля 1942 года — командир учебного авиаотряда. В июле 1942 года за нарушение воинской дисциплины снят с должности и переведён в 2-й авиационный полк ВВС ВМФ. С августа 1942 года — пилот 65-го авиационного полка специального назначения ВВС РККФ, который базировался на подмосковном аэродроме Измайлово и выполнял задачи обеспечения боевой работы флота (транспортные перевозки и перевозка личного состава, доставка боевых приказов и документов в части ВМФ, перегонка самолётов с авиазаводов в действующие части и т. д.).

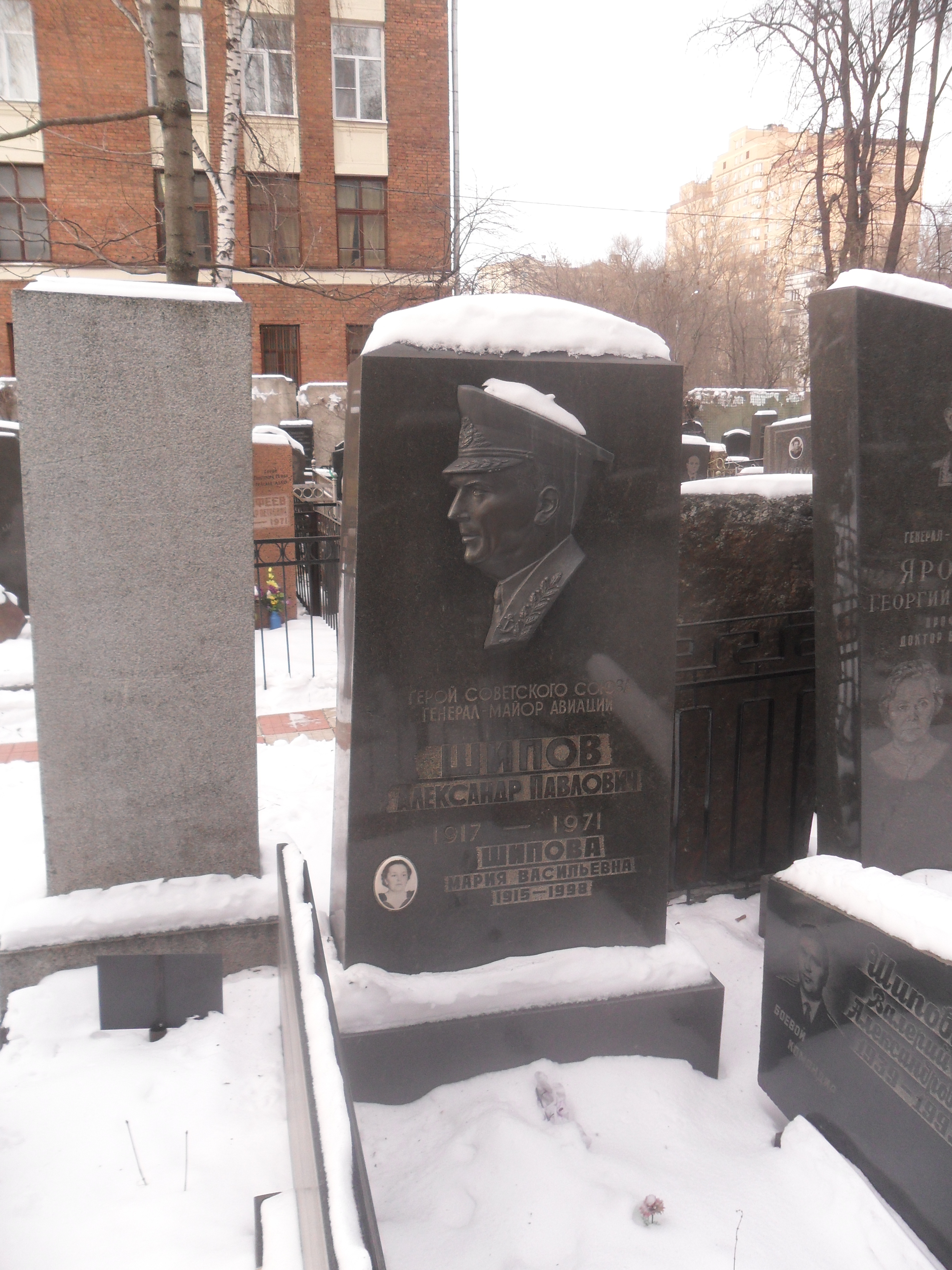
Могила А. П. Шипова на Введенском кладбище Москвы

Участник Великой Отечественной войны с июня 1943 года. Весь свой боевой путь прошёл в составе 20-го истребительного авиаполка 14-й смешанной авиационной дивизии ВВС Северного флота. Сначала был командиром звена, в сентябре 1943 года назначен штурманом полка.
К октябрю 1944 года штурман полка капитан Шипов совершил 68 боевых вылетов, в том числе 23 на прикрытие с воздуха главной базы флота и кораблей и конвоев в море, 35 на сопровождение штурмовиков и бомбардировщиков, 10 на разведку. В 21-м воздушном бою сбил 11 самолётов противника и ещё 1 повредил.
Указом Президиума Верховного Совета СССР от 5 ноября 1944 года «за образцовое выполнение боевых заданий Командования на фронте борьбы с немецкими захватчиками и проявленные при этом отвагу и геройство», капитану Шипову Александру Павловичу присвоено звание Героя Советского Союза с вручением ордена Ленина и медали «Золотая Звезда».
С ноября 1944 года служил начальником штаба 78-го истребительного авиаполка ВВС Северного флота. В апреле 1945 года возвращён на должность штурмана в 20 иап ВМФ.
Всего выполнил 89 боевых вылетов, сбил 14 самолётов противника (из низ 3 предположительно). Воевал на истребителях Як-1, Як-9, Як-7.
После войны продолжал службу в ВМФ СССР. С сентября 1945 по ноябрь 1946 года — штурман 26-го смешанного авиационного полка ВВС Северного флота, с этой должности убыл на учёбу. В мае 1951 года окончил Военно-Воздушную академию в Монино. С мая 1951 года — командир 1727-го истребительного авиационного полка ВВС Черноморского флота, с апреля 1953 года — командир 4-й истребительной авиационной дивизии ВМФ там же. В ноябре 1957 года — вновь на учёбе, в ноябре 1959 года окончил военно-морской факультет Военной академии Генерального штаба Вооружённых Сил СССР. С сентября 1959 года — заместитель командующего ВВС Черноморского флота по боевой подготовке — начальник боевой подготовки ВВС флота. С января 1961 года — заместитель командующего авиацией и член Военного Совета ВВС Черноморского флота. Освоил несколько типов реактивных самолётов. С марта 1964 года генерал-майор авиации Шипов — в запасе по болезни.
Жил в Москве. Работал в научно-исследовательской организации.
Похоронен в Москве на Введенском кладбище (29 уч.).

## Награды
- Герой Советского Союза (5.11.1944)
- Орден Ленина (5.11.1944)
- Три ордена Красного Знамени (7.09.1943, 2.10.1943, 4.06.1955)
- Два ордена Красной Звезды (15.11.1950, 22.02.1955)
- Медаль «За боевые заслуги» (10.11.1945)
- Медаль «За оборону Советского Заполярья» (1945).
- Другие медали СССР

## Память
- Бюст А. П. Шипова, в числе 53-х лётчиков-североморцев, удостоенных звания Героя Советского Союза, установлен на Аллее героев-авиаторов Северного флота, открытой 29 октября 1968 года на улице Преображенского в посёлке Сафоново ЗАТО город Североморск Мурманской области.